# Rock Me Amadeus

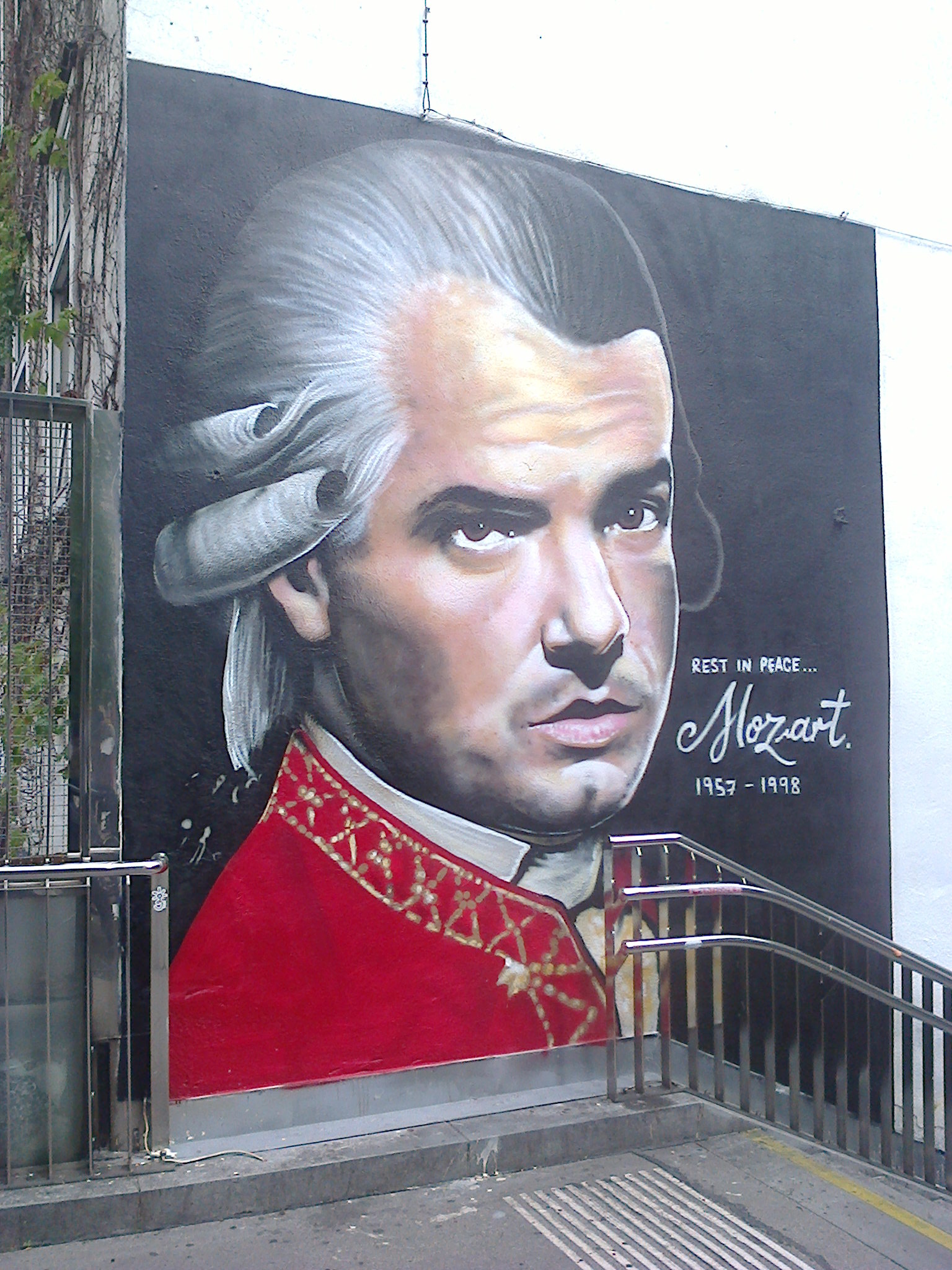
Mural en Viena dedicado a Falco, estilizado como Mozart

«Rock Me Amadeus» es una canción del género musical Neue Deutsche Welle de 1985 del cantante austríaco Falco de su disco Falco 3. Ocupó las primeras posiciones de las listas de sencillos en ambos lados del Atlántico. Fue el único gran éxito de Falco en los Estados Unidos, y uno de sus dos únicos sencillos en alcanzar el Top 10 en el Reino Unido, a pesar de su popularidad en Alemania y su Austria natal, además de otras regiones de Europa.

## Información
Rock Me Amadeus alcanzó el número uno en el Billboard Hot 100 el 29 de marzo de 1986. Falco es a menudo considerado un one-hit wonder (artista de un solo éxito) en EE. UU. debido a las bajas posiciones que alcanzaron sus otras canciones que siguieron a Rock Me Amadeus. Sin embargo, Falco tuvo un éxito anteriormente en 1982 con su canción Der Kommissar, y su siguiente sencillo del álbum Falco 3, Vienna Calling, que alcanzó el n.º 18 del Top 100. Rock Me Amadeus está en el puesto n.º 44 del ranking de la lista de los 100 mejores One-Hit Wonders, de la cadena de televisión musical VH1, y en el n.º 87 del Top 100 de las mejores canciones de los 80, también de la VH1.
En el Reino Unido, la canción alcanzó el número uno el 10 de mayo de 1986, convirtiéndose en el primer sencillo de un artista austriaco en lograr esta posición. En el Reino Unido, Falco también se considera un one-hit wonder, aunque su canción Vienna Calling alcanzó el Top 10.
Falco también se convirtió en el primer artista de habla germana que alcanzó el número 1 en las listas principales de los Estados Unidos (Billboard Hot 100, ARC Top 40 y US Cashbox).

### Producción
La canción, grabada en alemán y sobre Wolfgang Amadeus Mozart, habla sobre su popularidad y sus deudas. Una versión más larga (de 8 minutos), llamada "Salieri Mix" apareció en el lanzamiento inicial del disco Falco 3 en los Estados Unidos. La canción está inspirada en la película Amadeus, pero no forma parte de su banda sonora como decían equivocadamente los locutores de radio de la época cuando transmitían la canción. Para el lanzamiento en EE. UU. la canción fue remezclada por DJ Chris Modig.

### Videoclip
El vídeo musical de la canción mezcla elementos de la época de Mozart con los del momento contemporáneo. Al principio del vídeo, Falco aparece con un moderno esmoquin bajando de un carruaje y entrando en un elegante interior, caminando entre gente vestida formalmente de la época del siglo XVIII que parece celebrar un baile de máscaras y a los que reparte partituras y dirige en el canto. Después, él aparece vestido como Mozart, con un peinado salvaje y teñido de colores, bajando de una moto y entrando en un club de moteros que lo aclaman y de donde acaba saliendo acompañado de los motoristas a su alrededor. Al final del vídeo, el grupo entra en el salón y se mezclan los dos tipos de gente, los clásicos con los moteros.

## Versiones y parodias
- La banda callejera Konnexion Balkon versiona la canción a menudo en sus actuaciones en las calles de Múnich.
- En 2014, la banda alemana de Heavy Metal, Edguy versionó la canción para su disco Space Police - Defenders of the Crown.
- La banda de punk-rock alemana Die Toten Hosen incluyó una versión en su disco de 2012 Ballast Der Republik
- El parodista y comediante Marc Engelhard creó una versión en 2009.
- La canción fue versionada en 2005 por la banda The Order of the fly en su EP "Breathing Liquid".
- "Weird Al" Yankovic la incluyó en su "Polka Party!".
- La banda alemana de gothic rock Umbra et Imago lanzó una versión de la canción en su disco Mea Culpa, en 2000.
- También fue versionada en 1998 por la banda alemana Megaherz, lanzando su "Rock Me Amadeus (Megaherz single)" de su disco Kopfschuss'.
- La banda Sanguis et Cinis hizo una versión como tributo en su edición limitada de "Fremde Federn", en 1999.
- La banda folk-rock Girlyman suele hacer una versión en directo regularmente, dejando los "ohs" al público.
- Una parodia titulada "Rock Me Jerry Lewis" fue grabada por Mike Elliot y Bud LaTour (también conocido como "Tri-Fi"). Fue extremadamente popular para los oyentes del Dr. Demento Show en 1986, y fue la canción más solicitada ese año en el programa.
- La banda mexicana Molotov sacaron una versión parodia, titulada "Amateur", en su disco "Con todo respeto", de 2004.
- El rapero Tech N9ne grabó una canción titulada "I'm A Playa" con el mismo tono, pero con un estilo crunk
- La banda Bloodhound Gang samplea "Rock Me Amadeus" en la canción "Mope", de su disco Hooray for Boobies de 1999.
- La canción aparece en dos episodios de Los Simpsons: en "Un pez llamado Selma", Troy McClure actúa en un musical, adaptación de El planeta de los simios, donde el coro se convierte en "Dr. Zaius", en lugar de "Amadeus". Y en el epsisodio "Detrás de las risas", Taco Ockerse toca un tributo a "Rock Me Amadeus" antes de que los Simpsons sean llamados a presentar el premio a "Banda de Rap más violenta" en una entrega de premios.
- La canción hace una aparición en Padre de familia cuando Lois Griffin aparece con un tumor cerebral que repite "soy un tumor" como si fuera el coro de la canción.
- Una parodia de la canción, titulada "Jabba on the Dais" apareció en la web fan de Star Wars, www.theforce.net y se hizo muy popular. El coro, como era de esperar, era "On the dais, on the dais..." La canción fue grabada por Petch Lucas y Matthew Beall, y colocada como una película de Quicktime que además incluye una parodia de la introducción, una historia de la vida y la muerte de Mozart.
- Un episodio de The Muppets se presenta como una parodia titulada Rock Me Amadogus, realizada por Baby Rowlf como Wolfgang Amadogus Mozart.
- Hay una canción parodia basada en La guerra de las galaxias que lanzó en 2004 el cantante/cómico Tom Smith, titulado "Rock Me Amidala".
- Robbie Williams exclama "Rock me Amadeus!" en su canción "It's Only Us".
- La canción "Cowboy" de Kid Rock contiene la línea "Cause chaos, rock like Amadeus".
- En un episodio de El rey de la colina donde Peggy lleva un reloj de arena a un preso, este exclama "Rock me Amadeus!"
- La canción inicial del álbum Stereopathetic Soul Manure del músico estadounidense Beck se titula "Pink Noise (Rock Me Amadeus)".
- El grupo de metal español "Después de Todo" realizó una versión traducida de la canción en su álbum de 2011 El Camino de los Olvidados.
- Uno de los capítulos de la serie televisiva Regular Show se titula "Steak Me Amadeus".
- En 2019 la banda FRONT LINE ASSEMBLY realiza un cover de la canción con el vocalista de la banda Mindless Self Indulgence, Jimmy Urine.